# زيغمونت أندريه هينريتش
زيغمونت أندريه هينريتش (بالبولندية: Zygmunt Andrzej Heinrich)‏ هو متسلق جبال بولندي، ولد في 21 يوليو 1937 في Łbowo ‏ في بولندا، وتوفي في 27 مايو 1989 في جبل إفرست في الصين.